# Saison 3 de Star
Chronologie
Saison 2
Cet article présente le guide des épisodes de la troisième saison de la série télévisée américaine Star.

## Généralités
- Aux États-Unis, la saison a été diffusée du 26 septembre 2018 au 8 mai 2019 sur la chaîne FOX.
- Au Canada, elle a été proposée le lendemain sur Netflix, avec des sous-titres français.
- Elle est pour le moment inédite en VF dans tous les pays francophones.

## Distribution

### Acteurs principaux
- Jude Demorest (VF : Clara Soares) : Star Davis
- Brittany O'Grady (VF : Zina Khakhoulia) : Simone Davis
- Ryan Destiny (VF : Aurélie Konaté) : Alexandra « Alex » Crane
- Amiyah Scott (VF : Laëtitia Lefebvre) : Cotton Brown
- Quincy Brown (en) (VF : Maxime Baudouin) : Derek Jones
- Queen Latifah (VF : Armelle Gallaud) : Carlotta Brown
- Miss Lawrence (VF : Jonathan Gimbord) : Miss Bruce
- Luke James (en) (VF : Simon Koukissa) : Noah Brooks
- Lance Gross : Maurice Jetter
- Brandy Norwood : Cassandra « Cassie » Brown[1]
- Matthew Noszka (VF : Guillaume Desmarchelier) : Jackson « Jax » Ellis
- Camila Banus : Nina
- William Levy : Mateo Ferarra[2]

### Acteurs récurrents
- Caroline Vreeland (VF : Magali Rosenzweig) : Mary Davis
- Juanita Jennings (en) (VF : Annie Balestra) : Ruby Jones
- Elijah Kelley (VF : David Dos Santos) : Andy
- Evan Ross (VF : Olivier Podesta) : Angel Rivera
- Richard Roundtree (VF : Jean-Michel Martial) : Charles Floyd
- Ashani Roberts (VF : Julia Boutteville) : Nakisha
- Trayce Malachi : Jayden
- Chad Michael Murray : Xander McPherson[3]
- Keke Palmer (VF : Youna Noiret) : Gigi Nixon
- Terrence J : Ryan French[4]
- Kayla Smith (VF : Cécile Gatto) : Olivia
- Gabrielle Walsh : Detective Maria Montero
- Marcos Palacios : Lil Dini
- Phillip DeVona : Detective Walter Batista
- Zulay Henao : Lucia
- Furly Mac : Mike Mike
- Major : Cousin Rashad
- Lyndie Greenwood : Megan Jetter[4]
- Tammi Mac : Aunt Ginny[5]

## Épisodes

### Épisode 1: Mensonges et secrets
- États-Unis : 26 septembre 2017 sur FOX[6]
- Canada : 27 septembre 2018 sur Netflix (version originale sous-titrée)
- France : 21 mai 2021 sur Disney+

- États-Unis : 4,64 millions de téléspectateurs[7] (première diffusion)

### Épisode 2: Qui est le patron?
- États-Unis : 3 octobre 2018 sur FOX
- Canada : 4 octobre 2018 sur Netflix
- France : 21 mai 2021 sur Disney+

- États-Unis : 3,99 millions de téléspectateurs[8] (première diffusion)

### Épisode 3: Une affaire familiale
- États-Unis : 10 octobre 2018 sur FOX
- Canada : 11 octobre 2018 sur Netflix
- France : 21 mai 2021 sur Disney+

- États-Unis : 4,11 millions de téléspectateurs[9] (première diffusion)

### Épisode 4: Tout s’écroule
- États-Unis : 17 octobre 2018 sur FOX
- Canada : 18 octobre 2018 sur Netflix
- France : 21 mai 2021 sur Disney+

- États-Unis : 3,75 millions de téléspectateurs[10] (première diffusion)

### Épisode 5: Un jour nous serons tous libres
- États-Unis : 31 octobre 2018 sur FOX
- Canada : 1er novembre 2018 sur Netflix
- France : 21 mai 2021 sur Disney+

- États-Unis : 3,28 millions de téléspectateurs[11] (première diffusion)

### Épisode 6: Ante Up
- États-Unis : 7 novembre 2018 sur FOX
- Canada : 8 novembre 2018 sur Netflix
- France : 21 mai 2021 sur Disney+

- États-Unis : 3,72 millions de téléspectateurs[12] (première diffusion)

### Épisode 7: Karma
- États-Unis : 14 novembre 2018 sur FOX
- Canada : 15 novembre 2018 sur Netflix
- France : 21 mai 2021 sur Disney+

- États-Unis : 3,68 millions de téléspectateurs[13] (première diffusion)

### Épisode 8: Des racines et des ailes
- États-Unis : 28 novembre 2018 sur FOX
- Canada : 29 novembre 2018 sur Netflix
- France : 21 mai 2021 sur Disney+

- États-Unis : 3,66 millions de téléspectateurs[14] (première diffusion)

### Épisode 9: Zion
- États-Unis : 5 décembre 2018 sur FOX
- Canada : 6 décembre 2018 sur Netflix
- France : 21 mai 2021 sur Disney+

- États-Unis : 3,92 millions de téléspectateurs[15] (première diffusion)

### Épisode 10: Quand les étoiles s’éteignent
- États-Unis : 13 mars 2019 sur FOX
- Canada : 14 mars 2019 sur Netflix
- France : 21 mai 2021 sur Disney+

- États-Unis : 3,57 millions de téléspectateurs[16] (première diffusion)

### Épisode 11: Surveille le trône
- États-Unis : 20 mars 2019 sur FOX
- Canada : 21 mars 2019 sur Netflix
- France : 21 mai 2021 sur Disney+

- États-Unis : 3,13 millions de téléspectateurs[17] (première diffusion)

### Épisode 12: Toxique
- États-Unis : 27 mars 2019 sur FOX
- Canada : 28 mars 2019 sur Netflix
- France : 21 mai 2021 sur Disney+

- États-Unis : 3,13 millions de téléspectateurs[18] (première diffusion)

### Épisode 13: Liquidation
- États-Unis : 3 avril 2019 sur FOX
- Canada : 4 avril 2019 sur Netflix
- France : 21 mai 2021 sur Disney+

- États-Unis : 3,39 millions de téléspectateurs[19] (première diffusion)

### Épisode 14: Une grâce extraordinaire
- États-Unis : 10 avril 2019 sur FOX
- Canada : 11 avril 2019 sur Netflix
- France : 21 mai 2021 sur Disney+

- États-Unis : 3,11 millions de téléspectateurs[20] (première diffusion)

### Épisode 15: Repose-toi sur moi
- États-Unis : 17 avril 2019 sur FOX
- Canada : 18 avril 2019 sur Netflix
- France : 21 mai 2021 sur Disney+

- États-Unis : 3,23 millions de téléspectateurs[21] (première diffusion)

### Épisode 16: Case départ
- États-Unis : 24 avril 2019 sur FOX
- Canada : 25 avril 2019 sur Netflix
- France : 21 mai 2021 sur Disney+

- États-Unis : 3,01 millions de téléspectateurs[22] (première diffusion)

### Épisode 17:Proud Mary Keep On
- États-Unis : 1er mai 2019 sur FOX
- Canada : 2 mai 2019 sur Netflix
- France : 21 mai 2021 sur Disney+

- États-Unis : 2,94 millions de téléspectateurs[23] (première diffusion)

### Épisode 18: Quand la dingue se brise
- États-Unis : 8 mai 2019 sur FOX
- Canada : 9 mai 2019 sur Netflix
- France : 21 mai 2021 sur Disney+

- États-Unis : 3,43 millions de téléspectateurs[24] (première diffusion)